# سیارک ۲۱۹۳۳
سیارک ۲۱۹۳۳ (به انگلیسی: 21933 Aaronrozon، نامگذاری:1999VL70) بیست و یک هزار و نهصد و سی و سومین سیارک کشف شده‌است که در ۴ نوامبر ۱۹۹۹ کشف شد.
قدر مطلق سیارک برابر ۱۴٫۶ است.